# Parco naturale regionale delle Dolomiti d'Ampezzo
Il parco naturale regionale delle Dolomiti d'Ampezzo è un'area naturale protetta del Veneto, situata a nord del comune di Cortina d'Ampezzo, lungo il confine con il Trentino-Alto Adige.

## Storia
Il parco è stato ufficialmente istituito il 22 marzo 1990 con legge regionale n. 21 del Veneto. Nato con il consenso dell'Assemblea generale dei Regolieri, è stato affidato in gestione dalla Regione Veneto alla Comunanza delle Regole d'Ampezzo.

## Caratteristiche
L'area protetta si estende a nord dell'abitato di Cortina d'Ampezzo fino al confine con il Trentino-Alto Adige, inserendosi nel Parco naturale Fanes - Sennes - Braies, con il quale forma un comprensorio di caratteristiche ambientali omogenee dell'ampiezza complessiva di 37.000 ettari. Dei 112 km² del parco circa 1/4 è costituito da riserve.
Il territorio del parco comprende molti famosi gruppi dolomitici: il monte Cristallo, le Tofane, la cima Fanes, il Col Bechei e la Croda Rossa d'Ampezzo, rispettivamente divisi dalla Val Travenanzes, Val di Fanes, alta Valle del Boite e Val Felizon. Le valli sono strette ed incassate verso la comune confluenza, in corrispondenza della quale è situata l'entrata principale del parco, e si aprono in vasti altopiani a pascolo verso le quote più alte. Altri due solchi vallivi costituiscono i limiti meridionali dell'area: la valle del rio Falzarego ad ovest e la val Padeon ad est. All'interno del parco vi sono ben diciannove tra rifugi alpini e ristoranti.

### Rocce e orogenesi

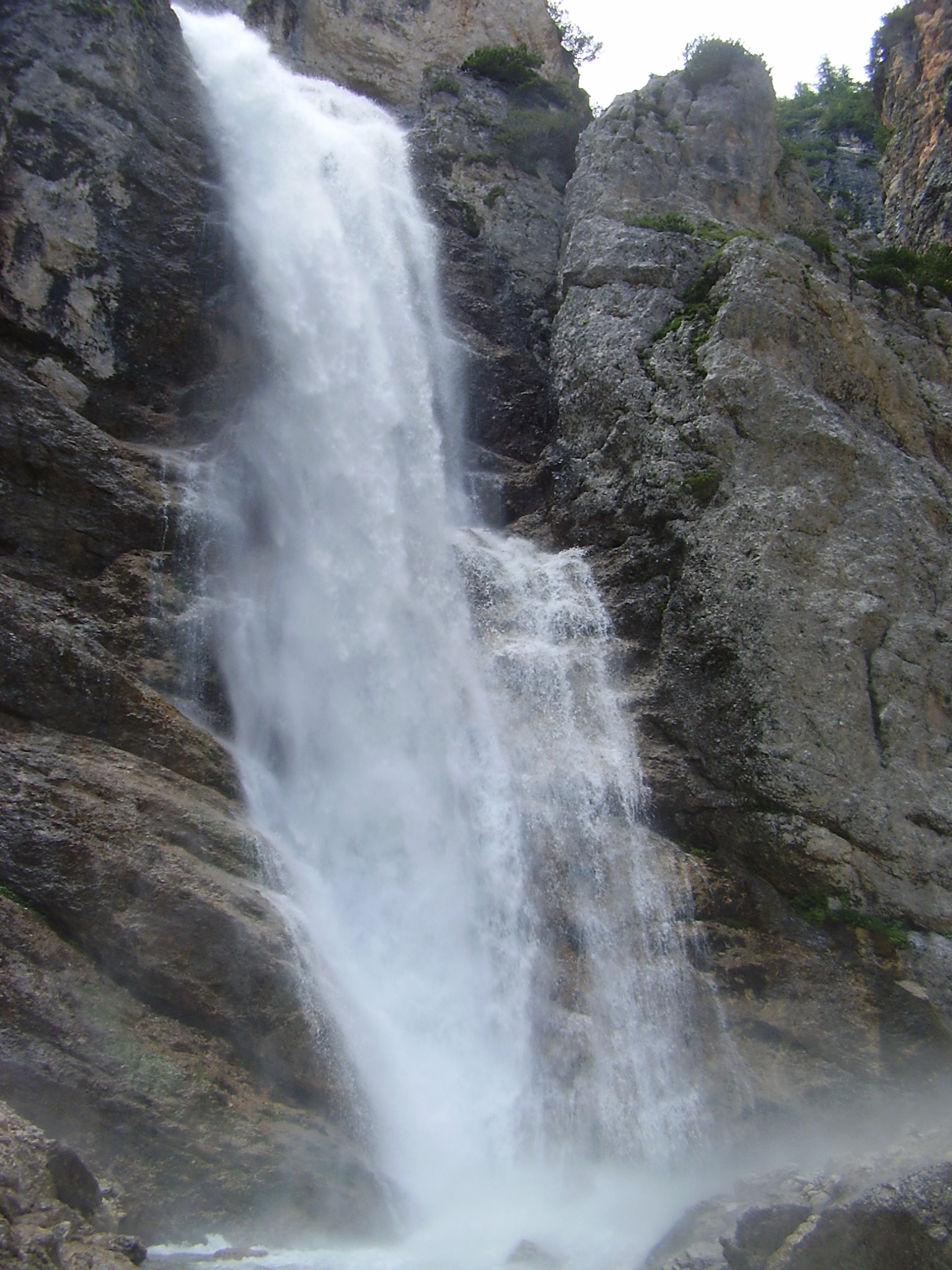
La "Cascata di Sotto" in Gola di Fanes.

Le formazioni geologiche presenti all'interno del parco naturale regionale delle Dolomiti d'Ampezzo sono di chiara origine sedimentaria, risalenti ad un periodo compreso tra il Triassico medio (230 milioni di anni fa) e il Cretacico superiore (90 milioni di anni fa) dell'era mesozoica, costituite in parte da rocce propriamente dette, quali la dolomia e il calcare, in parte da formazioni meno compatte, quali la marna e l'argilla.
Le formazioni più antiche dell'area, localizzate nelle zone alla base dei massicci del Cristallo e delle Tofane, sono formate da argille e marne ricchissime di testimonianze fossili. Non essendo rocciose, sono invece ricoperte da uno spesso strato di fertile terriccio sul quale prospera la vegetazione alpina, ma proprio per lo stesso motivo esse sono soventemente soggette a fenomeni franosi. Il nucleo principale e più consistente delle Dolomiti è, tuttavia, la dolomia, originatasi nel Triassico superiore dalla sedimentazione di fanghi palustri e lagunari su piane ricoperte di alghe. La dolomia stratificata può raggiungere uno spessore di più di un chilometro, formando spettacolari pareti e audaci torri che svettano nel cielo (Tofana di Rozes, Cristallo, Piz Popena; torri di Fanes e di Travenanzes). 
Mentre le dolomie geologicamente più arcaiche affiorano in Cima Falzarego e Col dei Bos, i calcari grigi (sovrastanti le formazioni di dolomia nella stratigrafia delle montagne ampezzane) formano pareti assai suggestive, caratterizzate da una peculiare levigatezza e verticalità (Tofana di Mezzo, Col Bechéi), con vette che raggiungono l'altitudine massima di 3.244 m s.l.m. Proprio le aree calcaree, particolarmente soggette ad attività corrosiva, formano le bianche e piatte lastronate della Croda del Becco e della Piccola Croda da Lago. Unico nel suo genere nelle Dolomiti è, invece, il conglomerato dell'Oligocene - Miocene, risalente a circa 20 milioni di anni fa, formatosi in epoca successiva alle fasi salienti dell'orogenesi alpina.
Tanto le formazioni dolomiche quanto quelle calcaree sono possono essere soggette a fenomeni di carsismo (fenomeno dei campi carreggiati), che genera complesse reti di grotte sotterranee fino ad una profondità massima di un chilometro (altopiano di Fosses, grotte sotto la Rozes e Cima Fanes). Una curiosità geomorfologica è, infine, la presenza di alcuni fori che bucano la roccia formando particolarissime figure ad anello, derivanti da fenomeni di erosione su sottili creste calcaree (due tipici esempi sono il Bus de Tofana e il Bus de r'Ancona).

### Idrografia
La portata media delle piogge è di circa 1.100 mm all'anno; le precipitazioni massime si registrano nel periodo tardo-primaverile e primo estivo. Per questo motivo il momento migliore per ammirare sorgenti, ruscelli, torrenti, cascate e laghetti alpini è tra maggio e luglio, quando la portata idrica è al culmine, alimentata non solo dalle abbondanti piogge, bensì anche dal definitivo scioglimento delle nevi invernali.
Le fonti del Rufiédo, del Felizón e del Boite rappresentano vere e proprie peculiarità idrologiche sul suolo ampezzano, essendo accomunate dalla derivazione da condotte sotterranee di tipo carsico: ma se le correnti sorgive del Boite sgorgano pacifiche e con un lento deflusso (salvo poi aumentare di portata e intensità di corrente, scivolando verso valle attraverso sinuosi meandri), le sorgenti del Rufiédo e del Felizón si distinguono per la violenza di fuoriuscita del getto e per l'eccezionale consistenza della portata idrica. I torrenti Boite e Fanes scorrono in alvei spaziosi e ricchi di vegetazione, andando a formare, sul proprio percorso, splendide cascatelle: le più spettacolari e suggestive sono certamente quelle del torrente Fanes, che si getta nelle profondità della forra del rio Travenanzes con una successione di tre balze, alta ciascuna 50 metri circa. 

Questo particolare scenario prende il nome di Gola di Fanes. A propria volta, il rio Travenanzes e il rio Felizón scorrono in profondissimi orridi naturali, scavati nella dolomia dal costante fluire delle loro acque nel corso dei secoli. Sulle rispettive forre esistono piccoli ed arditissimi ponti, utilizzati già nelle epoche più antiche come vie di comunicazione tra Ampezzo e le vicine località di Marebbe e Val Pusteria: "Ponte Alto" (in ladino: Ponte Outo) e "Ponte dei Cadorini" (in ladino: Ponte dei Cadorìs) sul Travenanzes, e "Ponte Felizón" sull'omonimo rio.

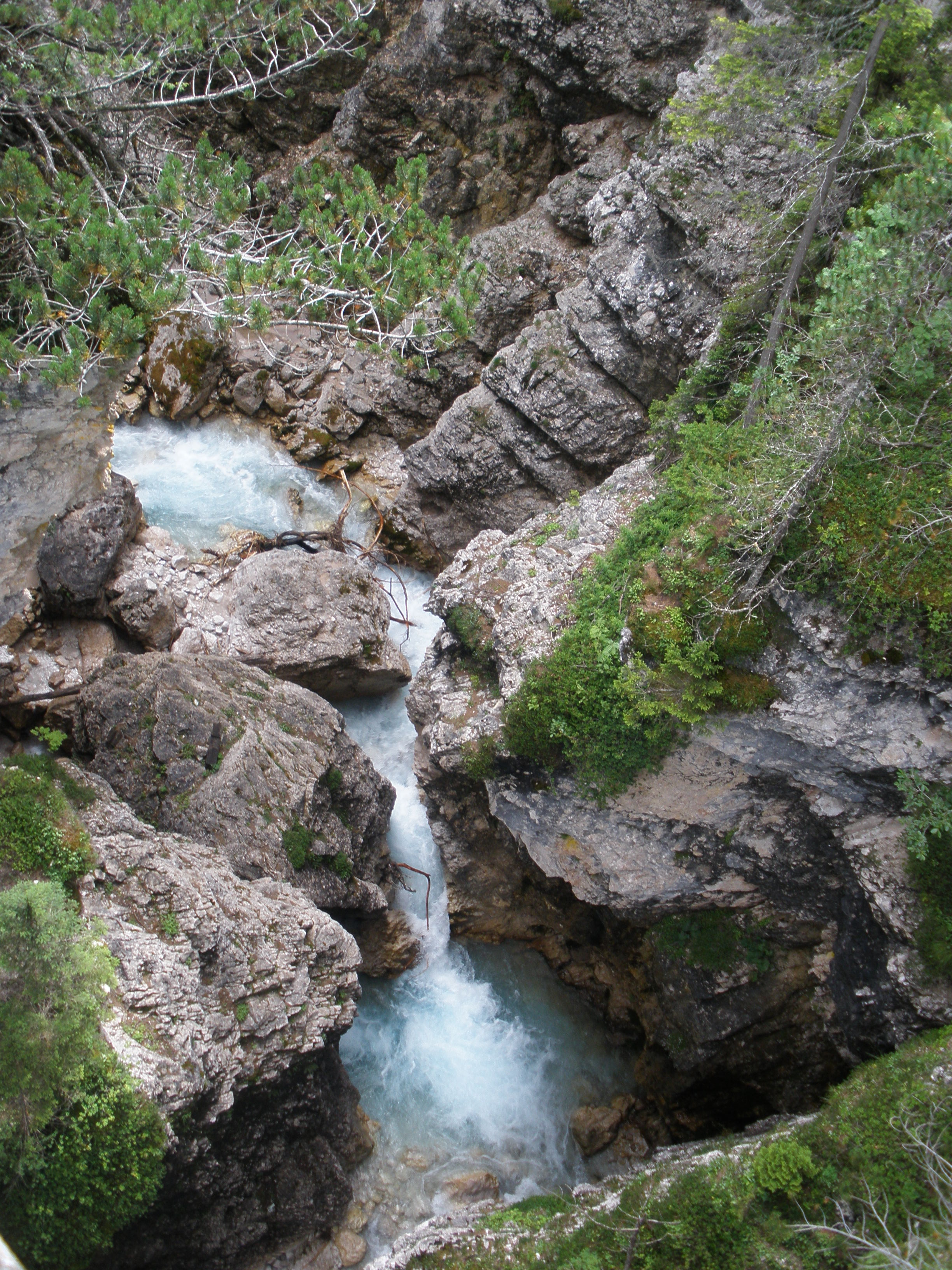
La forra sul rio Travenanzes vista dal Ponte dei Cadorìs.

Diffusi sono anche i ruscelli e i torrentelli che scorrono lungo le pendici rocciose dei monti e nei boschi, come la Ruoiba e il Ru dei Cavai. La quasi totalità delle acque del bacino idrografico della valle, comunque, risulta prima o poi affluire nel torrente Boite, il maggiore della zona per portata idrica e per lunghezza del corso (42 km complessivi). Dopo aver attraversato l'alto Cadore, infine, le acque dolomitiche del Boite si gettano come affluenti nel Piave.
Di modestissime dimensioni sono invece i laghetti alpini, a causa dell'accentuata acclività dei versanti e dell'alta permeabilità delle rocce dolomitiche. Vi sono, tuttavia, alcuni piccoli invasi lacustri, situati sia ad alte quote che a fondovalle, la cui formazione è stata resa possibile da un naturale processo d'impermeabilizzazione del fondo di alcune depressioni o dallo sbarramento artificiale di torrenti. Ad ogni modo, essi costituiscono dei biotipi di elevato interesse naturalistico.
Piccoli ghiacciai di modeste superfici si nascondono invece nei recessi più freddi e ombrosi del Cristallo, delle Tofane e di altre vette ampezzane, a quote comprese tra i 2.800 e i 3.200 metri d'altitudine, talvolta sepolti sotto una spessa coltre di detriti. Benché in costante ritirata a causa del progressivo aumento della temperatura estiva e autunnale, continuano ancor oggi ad alimentare i torrenti e i ruscelli del fondovalle, garantendo ad Ampezzo un livello minimo di acqua anche in casi di scarsità o assenza di precipitazioni.

## Flora e fauna

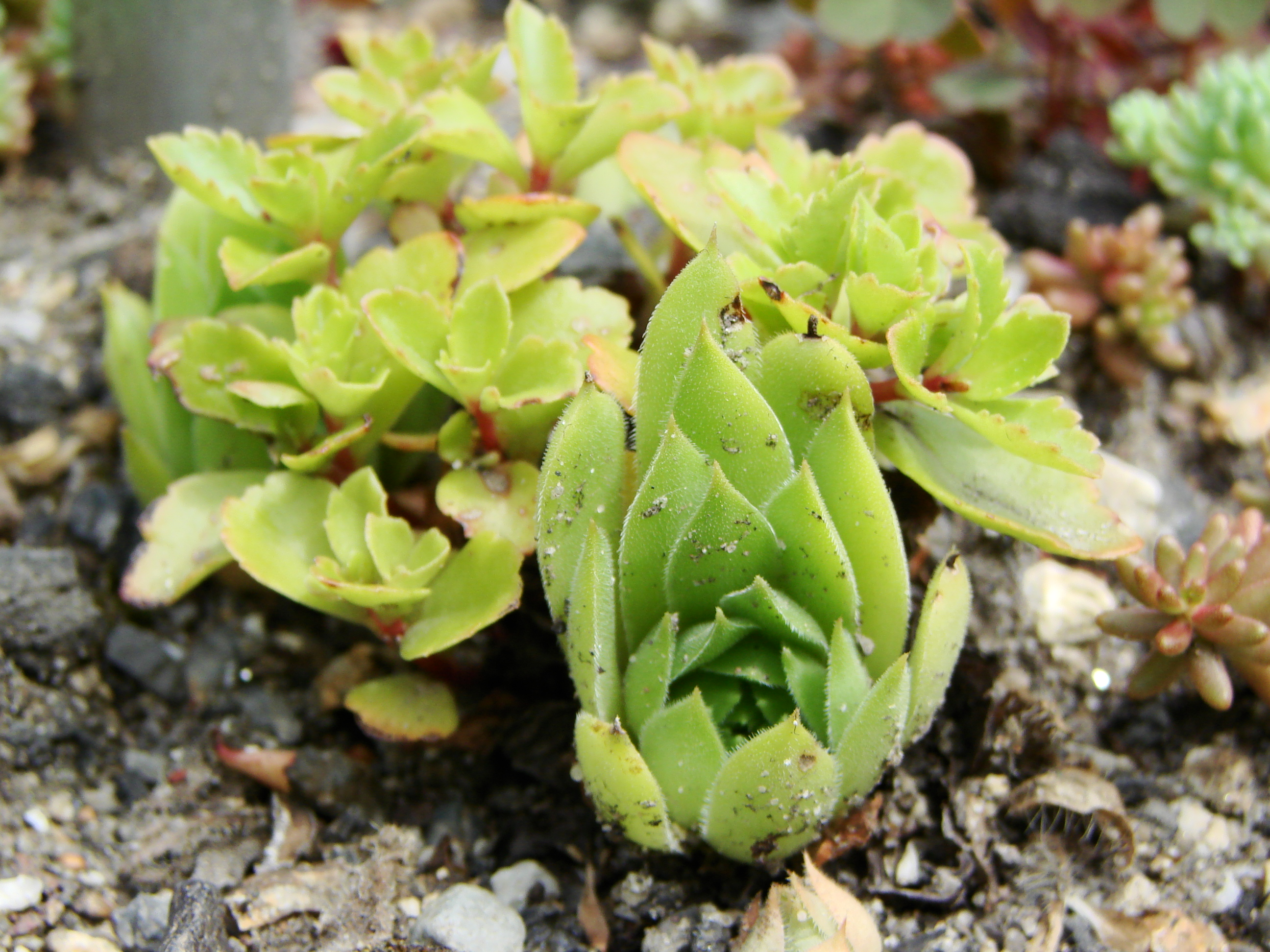
Il semprevivo delle Dolomiti è una piccola pianta grassa esclusiva della valle d'Ampezzo.

### Flora
I boschi di grandi conifere coprono in maniera quasi totale i fianchi della valle tra i 1.300 e il 1.900 metri di quota, altitudine oltre la quale la vita è permessa solo a piante più piccole e resistenti; solo la Val Travenanzes rimane priva di piante ad alto fusto, per via della scarsa insolazione e della particolare asprezza del terreno. La specie predominante è indubbiamente l'abete rosso (Picea abies), che forma fitte ed estesissime foreste, soprattutto nella zona di Ra Stua e di Antruilles. Fra le peccete sono presenti anche alcuni lembi di faggeta (Fagus sylvatica) in cui alligna qualche sporadica pianta di tasso (Taxus baccata). Nelle piccole aree dove le rientranze dei monti e le valli ombreggiate danno luogo a un microclima di tipo oceanico, cresce rigoglioso l'abete bianco (Abies alba), mentre nelle zone più aride, tra le ghiaie delle pendici, non è difficile imbattersi nei più piccoli pini silvestri (Pinus sylvestris), che formano agglomerati piuttosto radi ma ricchi di sottobosco. Sopra i 2.000 metri, dove abetaie e pinete sfumano nei pascoli d'alta quota, larici (Larix decidua) e pini cembri (Pinus cembra) secolari formano veri e propri monumenti naturali. Ad altitudini ancora maggiori, infine, vaste aree sono coperte da arbusteti di pino mugo (Pinus mugo, detto barancio in ladino), diffusi sulle pendici rocciose e ghiaiose più esposte a fenomeni franosi e valanghivi.

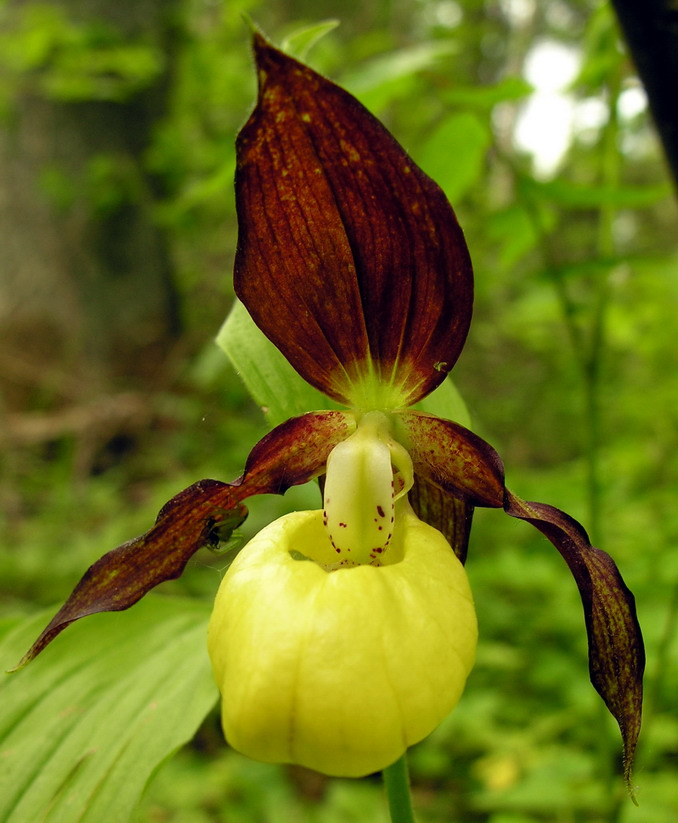
Una delicata scarpetta di Venere.

Sotto questi boschi imponenti cresce un sottobosco vario e pullulante di vita, formato da centinaia e centinaia di specie differenti. Nella zona che porta verso la Val Pusteria, esso è composto da fitti cuscini di mirtilli neri (Vaccinium myrtillus), da piantine di fragola di bosco (Fragaria vesca) e da cespugli di lampone (Rubus idaeus), mentre quelli di mora (Rubus ulmifolius) e di ribes (Ribes alpinum) prediligono luoghi più soleggiati. Caratteristiche degli umidi sottoboschi sono anche svariate specie di felci, l'ortica (Urtica dioica), e orchidee quali la delicatissima scarpetta di Venere (Cypripedium calceolus) e l'elleborina violacea (Epipactis atrorubens). Vi sono poi altre piante endemiche e rare, esclusive delle Dolomiti d'Ampezzo, come il semprevivo delle Dolomiti (Sempervivum dolomiticum).
I sottoboschi ampezzani di aghifoglie sono l'habitat ideale anche per molte specie di funghi, alcuni dei quali mangerecci, che possono essere raccolti solo in determinati periodi dell'anno e solo se muniti del relativo permesso di raccolta. Il fungo più ambito dai raccoglitori è probabilmente il gustosissimo porcino (Boletus edulis), mentre più comuni sono il finferlo (Cantharellus cibarius), la mazza di tamburo (Macrolepiota procera) e il chiodino (Armillaria mellea). La raccolta va tuttavia sempre effettuata in compagnia di un esperto, che sappia distinguere tra funghi commestibili e funghi velenosi (talvolta addirittura mortali per l'uomo), che crescono in maniera altrettanto diffusa alle radici delle grandi conifere. Tra questi ricordiamo il Cortinarius speciosissimus, la tignosa verdognola (Amanita phalloides) e la pericolosissima Amanita muscaria, il classico fungo dal famigerato cappello rosso cosparso di piccole verruche bianche.

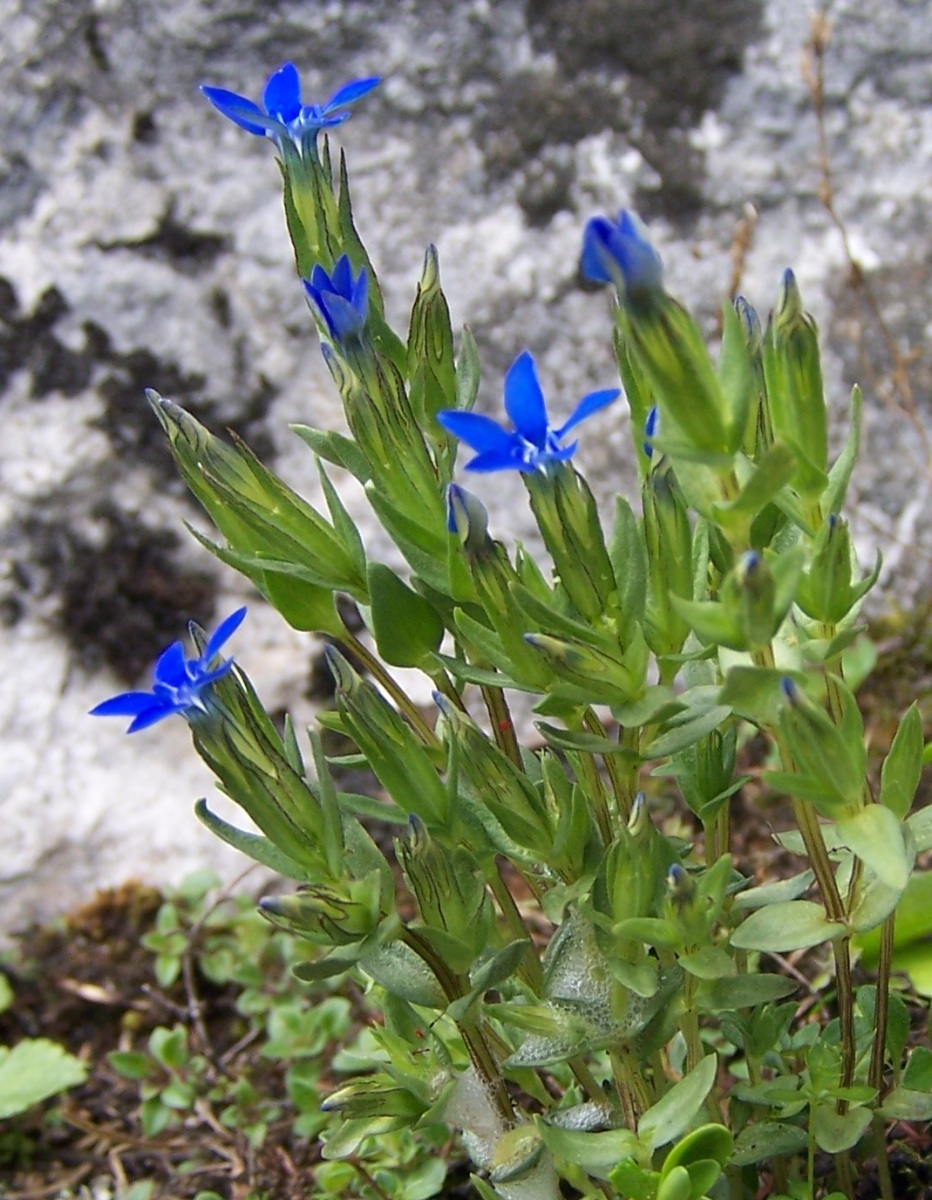
Il caratteristico color blu della genziane nivale.

Le radure e i pascoli ampezzani ospitano anche una variegata e coloratissima gamma di fiori prataioli. Diffusissimi sono il trifoglio (Trifolium alpestre, Trifolium pratense, Trifolium repens), la silene rigonfia (Silene vulgaris) e il tarassaco (Taraxacum officinale), il botton d'oro (Trollius europaeus), il ranuncolo dei prati (Ranunculus acris) e orchidee quali la rara nigritella nera (Nigritella nigra) o la più comune sambucina (Dactylorhiza sambucina). Nei mesi primaverili i prati si riempiono di margherite comuni (Leucanthemum vulgare), mentre verso la metà di agosto nascono i primi colchici d'autunno (Colchicum autumnale), che annunciano l'incalzante fine della stagione estiva. I pascoli situati ad alte quote sono invece carichi di campanule (Campanula scheuchzeri, Campanula persicifolia, Campanula trachelium) e di svariate specie di cardo (Carduus carlinaefolius, Carduus defloratus, Cirsium eriophorum, Cirsium erisithales, Cirsium vulgare).
Ad altitudini più elevate, in zone ben soleggiate, è possibile imbattersi in splendidi esemplari di giglio rosso (Lilium bulbiferum), che cresce spontaneo sui monti (zona Cristallo), nella genziana delle nevi (Gentiana nivalis), nella rosa delle Alpi (Rhododendron ferrugineum) e nel più classico dei fiori montani: la stella alpina o edelweiss (Leontopodium alpinum). Più in alto, in zone impervie e non sempre accessibili all'uomo, come ghiaioni e morene, possono invece crescere il ranuncolo dei ghiacciai (Ranunculus glacialis) e il nontiscordardimé (Myosotis sylvatica), assieme ad una cospicua varietà di muschi e licheni.

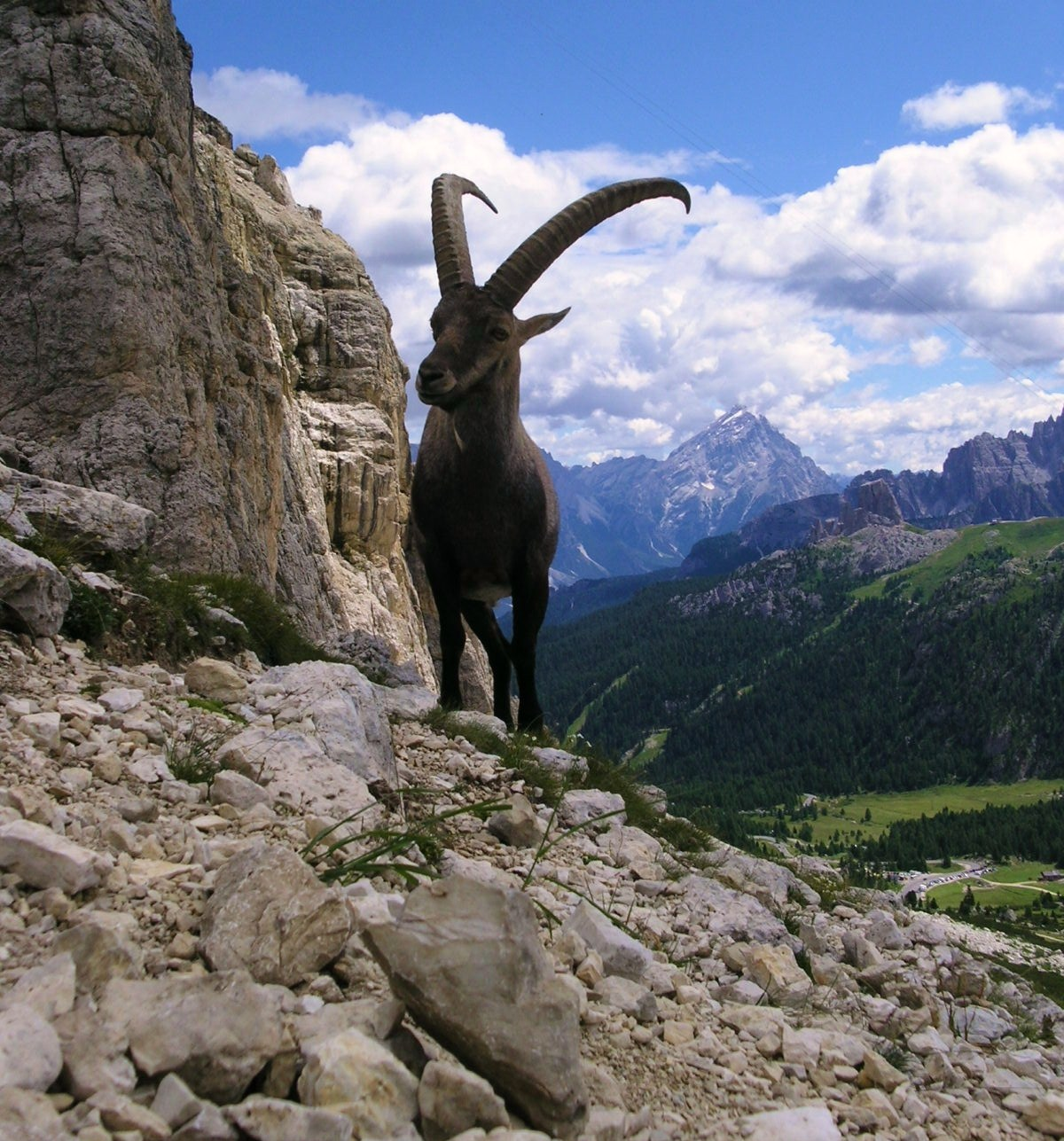
Un esemplare maschio di Capra ibex sul Piccolo Lagazuoi.

### Fauna
La fauna presente sul suolo ampezzano è incredibilmente diversificata, anche per via della grande varietà di habitat (acquatici, rocciosi, boschivi e di prateria) che permettono lo sviluppo di ricche nicchie ecologiche come scoiattoli 

Nelle praterie del fondovalle sono presenti cospicui gruppi di caprioli (Capreolus capreolus), la cui popolazione varia di anno in anno in base alla disponibilità di cibo e alla più o meno numerosa presenza di cani liberi nel territorio del Parco. In aumento è anche la popolazione del cervo nobile (Cervus elaphus), la cui propensione a percorrere lunghe distanze in breve tempo ne allarga l'habitat fino alle valli circostanti. A maggiori altitudini (1.500 - 3.000 m)sono presenti: il camoscio alpino (Rupicapra rupicapra) è senza dubbio l'ungulato più rappresentativo, la cui popolazione raggiunge talvolta picchi talmente elevati da favorire l'insorgere di epidemie che ne riequilibrano naturalmente la popolazione: la consistenza complessiva si aggira attorno ai 1.500 capi, con maggior densità nella zona di Croda Rossa. Nella zona di Croda del Becco, invece, è presente una comunità di stambecchi (Capra ibex), reintrodotti in Ampezzo da una ventina d'anni appena, e il cui numero fluttua tra i 50 e i 100 esemplari.

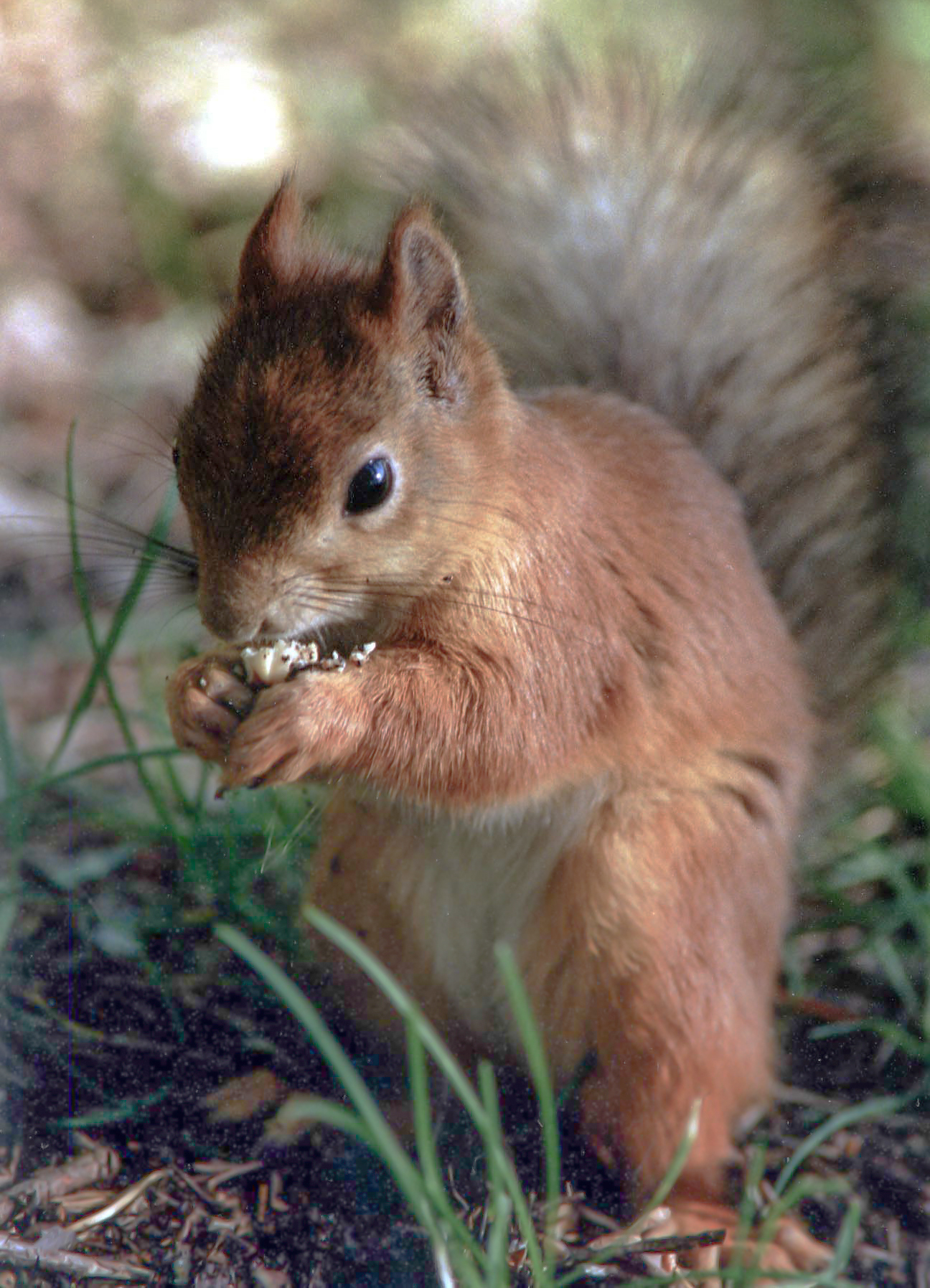
Uno scoiattolo comune.

Tra i mammiferi più piccoli ricordiamo la marmotta delle Alpi (Marmota marmota), che costruisce vastissime e complesse reti di gallerie soprattutto nelle zone di Tofana, Lagazuoi, gruppo del Nuvolau e Passo Giau; lo scoiattolo comune (Sciurus vulgaris), dal tipico manto rossiccio e dalla grande coda, divenuto il simbolo di Cortina, nonché il logo degli Scoiattoli di Cortina; quattro differenti tipi di mustelidi italiani: la martora (Martes martes), la faina (Martes foina), il tasso (Meles meles) e l'ermellino (Mustela erminea); la lepre comune (Lepus europaeus), la più rara lepre bianca (Lepus timidus), che cambia il colore della propria pelliccia a seconda della stagione, e infine la volpe rossa (Vulpes vulpes).
Recente, invece, è la ricomparsa in queste aree di altri tre grandi mammiferi: l'orso bruno (Ursus arctos), la lince europea (Lynx lynx) e lo sciacallo dorato (Canis aureus), le cui popolazioni erano scomparse dalle Alpi orientali tra la fine del XIX e l'inizio del XX secolo, a causa della caccia e del bracconaggio. Questi animali sono stati ripetutamente avvistati nella conca ampezzana, benché la loro presenza in questo territorio non sia ancora da ritenersi stanziale.
I boschi e le foreste di questa valle dolomitica sono inoltre popolati da diverse specie di civetta, quali la civetta capogrosso (Aegolius funereus) e la civetta nana (Glaucidium passerinum), e da alcune specie di picchio, come il picchio nero (Dryocopus martius) e il picchio rosso maggiore (Dendrocopos major), tutti accomunati da habitat simili - le cavità degli alberi. Le aree meno disturbate dal processo di urbanizzazione sono rifugio anche per parecchi esemplari di upupa (Upupa epops), mentre fra le specie della famiglia dei Tetraoni vanno menzionati la pernice bianca (Lagopus muta), il francolino di monte (Tetrastes bonasia) e il magnifico gallo cedrone (Tetrao urogallus): quest'ultimo, molto schivo e suscettibile alla presenza dell'uomo, è presente soprattutto nelle aree meno antropizzate e più ricche di frutti di sottobosco, sua principale fonte d'alimentazione.

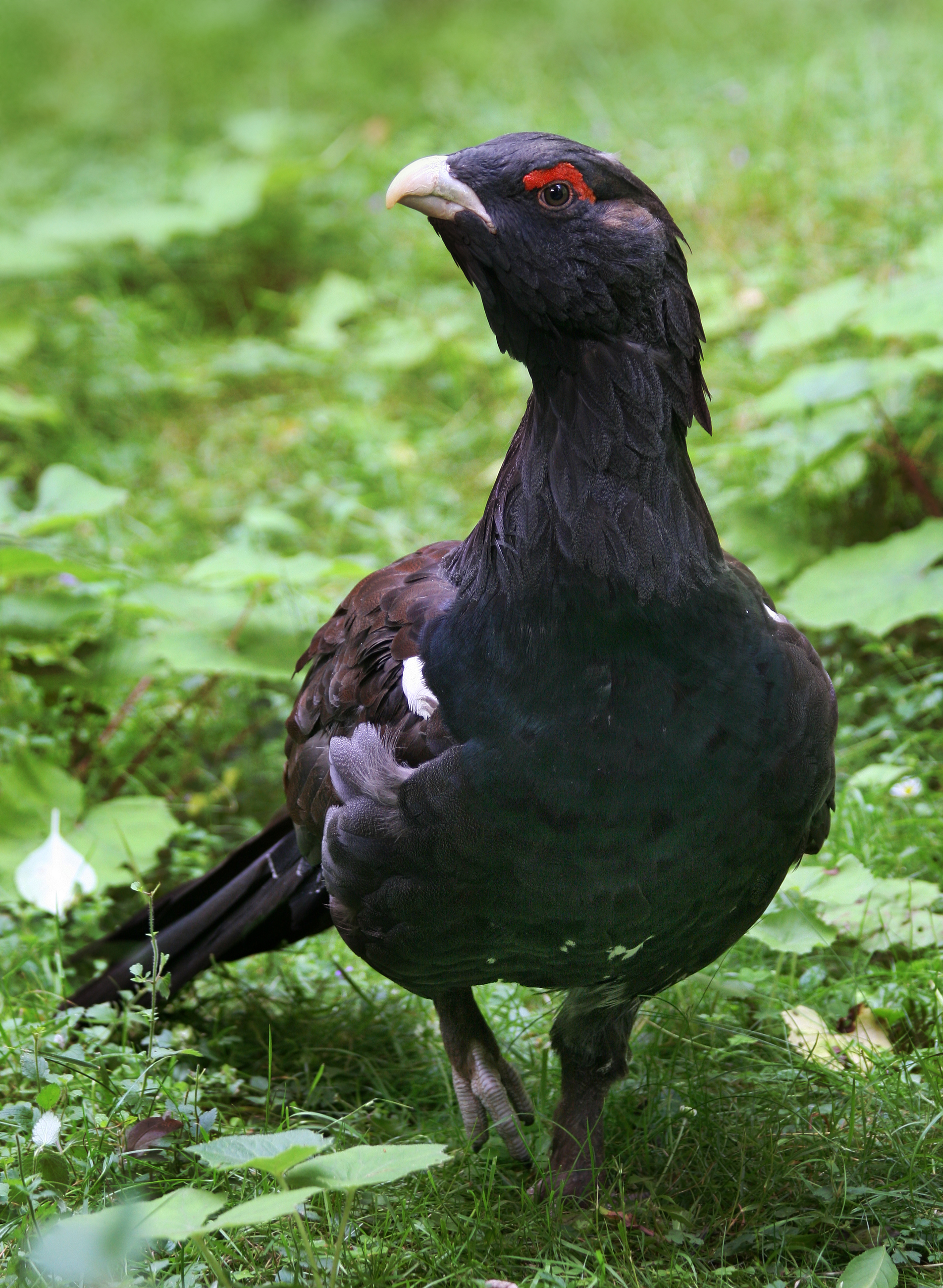
Il gallo cedrone o urogallo.

A quote più alte nidificano le aquile reali (Aquila chrysaetos), di cui sono state individuate tre coppie all'interno del Parco, il gipeto (Gypaetus barbatus), frequentemente visto volteggiare attorno alle vette della Tofana di Rozes, il piccolo picchio muraiolo (Tichodroma muraria), che costruisce il proprio nido all'interno delle alte pareti rocciose delle montagne, e la rondine montana (Ptyonoprogne rupestris). Sempre nei pressi del Parco sono stati ripetutamente avvistati una coppia di gufi reali (Bubo bubo) e una di astori (Accipiter gentilis), rapaci molto schivi e di grande bellezza. Particolare menzione merita, infine, il rarissimo picchio tridattilo (Picoides tridactylus), che vive nelle peccete di abete rosso ai piedi delle Tofane ed è considerato un relitto dell'era preglaciale.
Tanto i boschi di fondovalle quanto le pietre e la rada vegetazione d'alta quota sono l'habitat ideale di diversi rettili, tra cui due differenti specie di vipere: l'aspide (Vipera aspis) e la vipera dal corno (Vipera ammodytes). Si tratta di serpenti molto schivi ma piuttosto pericolosi per l'uomo, benché il loro morso non sia sempre mortale. Molto diffuso, soprattutto nei sottoboschi, è anche l'orbettino (Anguis fragilis), il quale, a differenza di quanto molti pensino, non si tratta di una serpe, bensì di una particolare lucertola che nel corso della propria evoluzione ha perso le zampe. Le acque dei torrenti e dei laghetti alpini, infine, sono popolati da molteplici tipi di pesci, i più diffusi dei quali sono certamente la trota (Salmo marmoratus) e la carpa (Cyprinus carpio).

## Luoghi d'interesse
All'interno dell'area del Parco (in località Pra de Castel, a pochi chilometri a nord di Cortina d'Ampezzo lungo la Statale 51 d'Alemagna) si trovano i poveri ruderi del castello di Botestagno, antico fortilizio medievale attivo fra i secoli XI e XVIII. La rocca è liberamente visitabile dal pubblico.

## Itinerari
- Anello di Ciampo de Crosc
- Anello di Malga Ra Stua
- Rocca di Podestagno - Forra del rio Felizon
- Anello della Tofana di Rozes